# Perldrüse

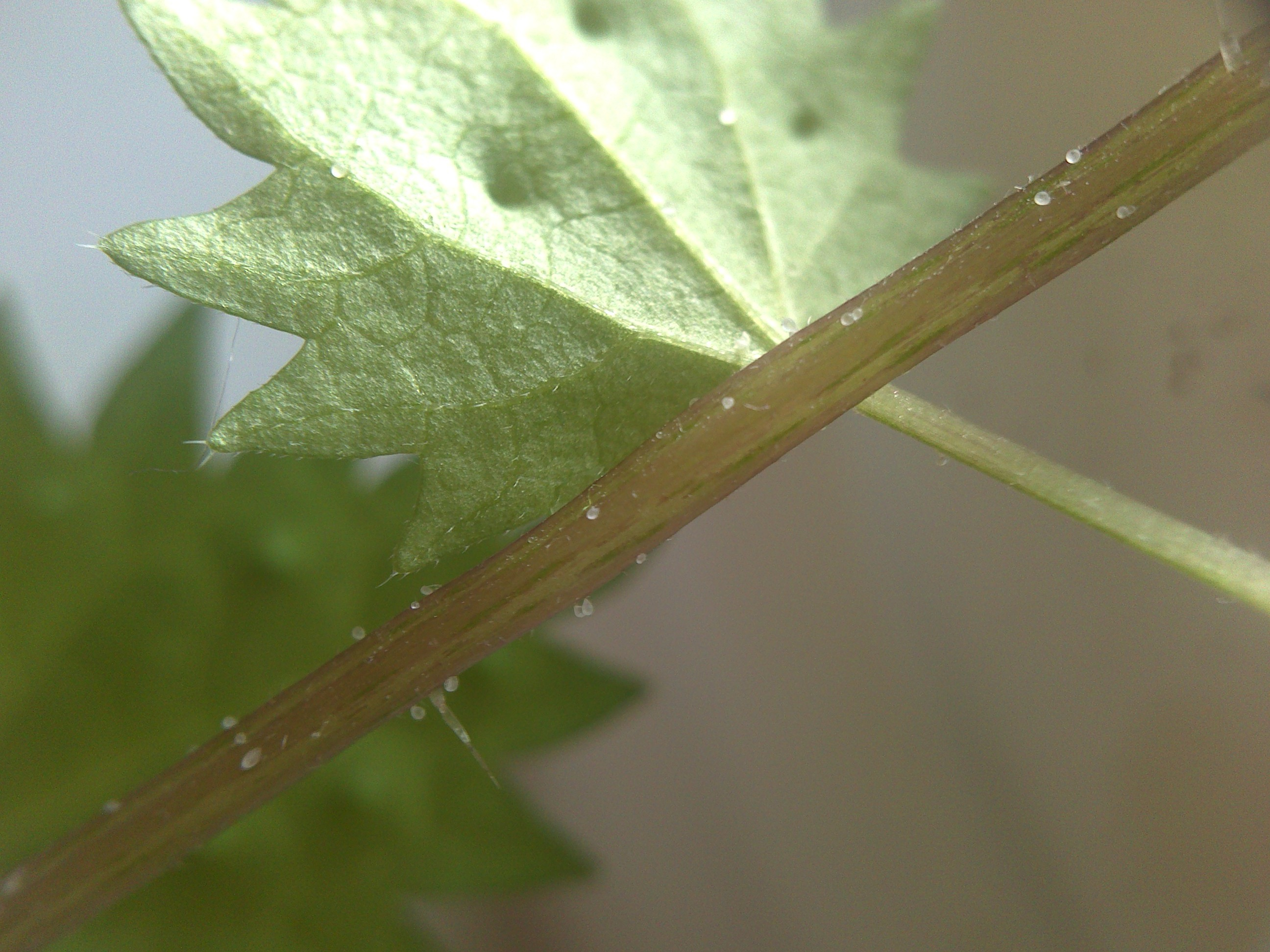
Auf der Blattunterseite und am Stängel der Mallorca-Brennnessel (Urtica bianorii) befinden sich etwa 0,2 mm große Perldrüsen, an deren Basis meist ein kleines Drüsenhaar sitzt.

Perldrüsen sind meist kugelige oder auch längliche Haarzellen bei Pflanzen, die einen Durchmesser von bis zu 1 mm erreichen können.

## Entstehung und Bau
Am Fuße einer Perldrüse ist oft eine Spaltöffnung zu finden, welche mit einigen große Vakuolen besitzenden Innenzellen erfüllt ist. Eine dieser Innenzellen nimmt stark an Volumen zu und wächst dadurch warzenartig und später rundlich in die Höhe. Sie bleiben dabei immer von den anfänglichen Nachbarzellen umgeben. Der Innenraum der Perldrüse ist durch chloroplastenarme Innenzellen, welche in ihren Vakuolen nur Lipidtröpfchen aufweisen, gekennzeichnet.
Bei der Großen Brennnessel (Urtica dioica) bildet die Perldrüse mit einem kleinen an der Basis befindlichen Drüsenhaar oft ein zusammengesetztes Haar.

## Funktion
Die Perldrüse scheidet eine wässerige Flüssigkeit aus, weshalb sie als Sonderform den Trichom-Hydathoden zugeordnet wird.

## Vorkommen
Perldrüsen konnten an jungen Trieben der Weinrebe (Vitis vinifera) und an Jungfernreben (Parthenocissus) gefunden werden. Hier treten sie besonders bei starkem Streckungswachstum und feuchtwarmen Wetter auf. Perldrüsen sind auch an einigen Brennnesseln wie der Großen Brennnessel (Urtica dioica), der Geschwänzten Brennnessel (Urtica membranacea) und der Mallorca-Brennnessel (Urtica bianorii) zu finden. An der Kleinen Brennnessel (Urtica urens) kommen hingegen keine Perldrüsen vor. Für andere Brennnesseln wurden bisher keine Untersuchungen bezüglich der Perldrüsen durchgeführt. An der Großen Brennnessel treten Perldrüsen besonders zahlreich bei geringer Luftfeuchtigkeit auf und bilden sich bei 100 % Luftfeuchtigkeit zurück.